# Innere Wiener Straße
Die Innere Wiener Straße ist eine Innerorts- und Ausfallstraße in München-Haidhausen.

## Verlauf

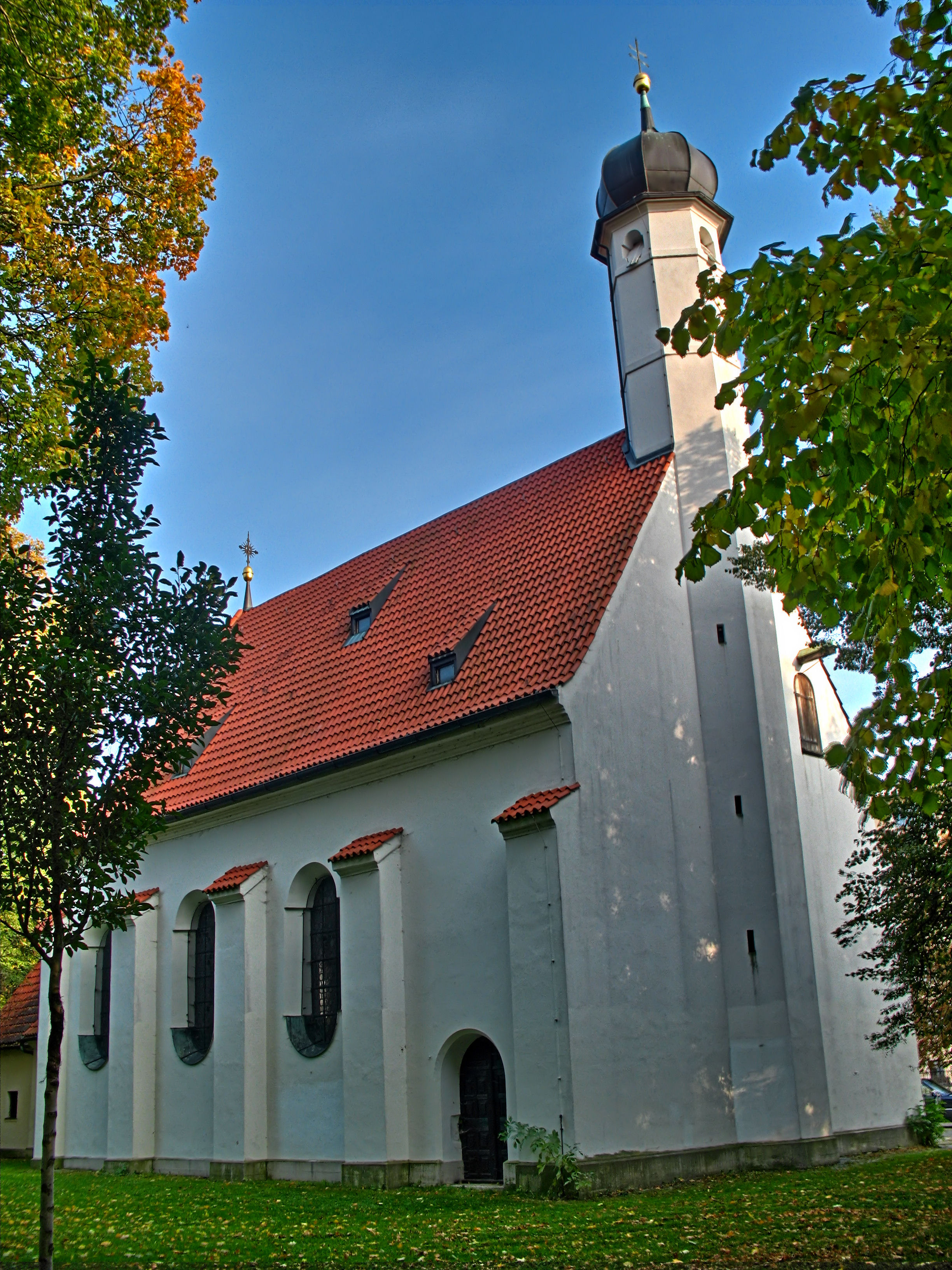
St. Nikolai am Gasteig

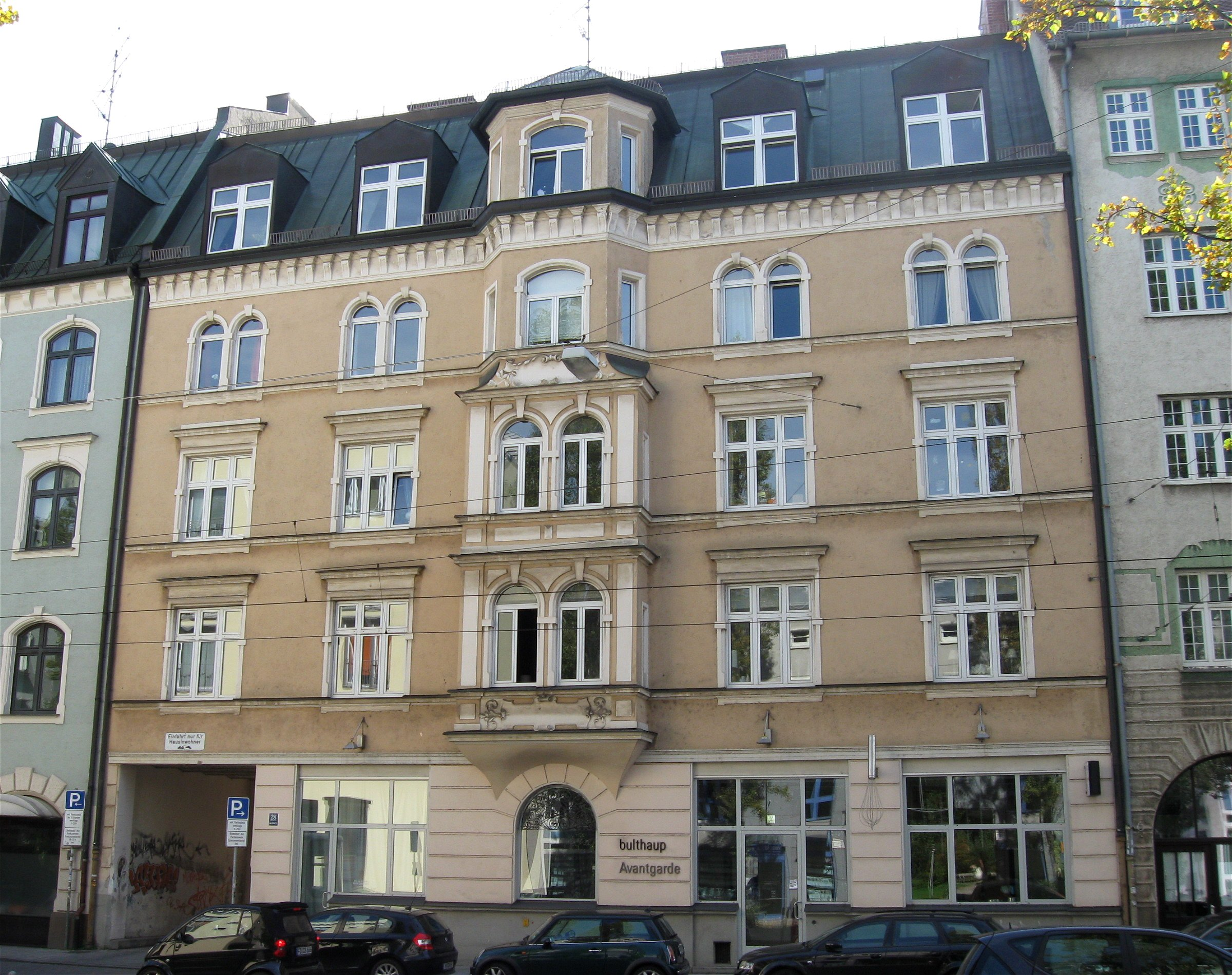
Typische Bebauung an der Inneren Wiener Straße: Nr. 28

Die verhältnismäßig schmale Straße bildete einen Teil der alten Landstraße von München in Richtung Wien über Mühldorf am Inn  und Braunau. Sie setzt die von der Ludwigsbrücke kommende Straße Am Gasteig vom Abzweig der Preysingstraße in nordöstlicher Richtung fort.
Dabei führt sie an der Kirche St. Nikolai am Gasteig, die zu einem früheren Leprosenspital gehörte, vorbei. In ihrem weiteren Verlauf berührt sie den Hofbräukeller, der neben der Ende des 20. Jahrhunderts abgebrochenen und durch Wohnbebauung ersetzten Brauerei lag. Über den Wiener Platz verläuft sie zum Max-Weber-Platz. Dort endet sie an der Kreuzung mit der nach Osten zur Bundesautobahn 94 (Europastraße 552) weiterführenden heutigen Einsteinstraße (ab 1955, davor „Äußere Wiener Straße“), der nach Norden führenden Ismaninger Straße und der von Westen kommenden Max-Planck-Straße.
Durch die Straße verläuft die Straßenbahnlinie 17 (früher 16). Am Max-Weber-Platz kreuzt sie mehrere andere Straßenbahnlinien. Unter dem Max-Weber-Platz liegt die gleichnamige U-Bahn-Station der U-Bahn-Linien U4 und U5.

## Bezeichnung
Die Benennung der Straße geht auf das Jahr 1856 zurück.

## Baudenkmäler unter Denkmalschutz
- Nr. 1 (im Kern spätgotische Kirche St. Nikolaus)
- Nr. 3a (Teil der Maximilians- und Gasteig-Anlagen)
- Nr. 3–9 ungerade (Zaun des Gartens des Hofbräukellers)
- Nr. 17–19 (Hofbräukeller)
- Nr. 18 (barockisierendes Mietshaus Anfang 20. Jh.)
- Nr. 22–26 gerade (historisierende Mietshäuser von 1913)
- Nr. 28 Mietshaus um 1900
- Nr. 30 Mietshaus, 1885
- Nr. 32 Mietshaus um 1860/70
- Nr. 36 Mietshaus, Neurenaissance, 1878
- Nr. 38 Mietshaus um 1880
- Nr. 40 Mietshaus um 1900 mit Erker und reichem Stuck
- Nr. 42 Mietshaus, 1893
- Nr. 44 Mietshaus, Ende des 19. Jh.
- Nr. 46 Mietshaus, stattlicher Eckbau mit zwei Erkern, um 1900
- Nr. 50 Vorstadthaus, klassizistisch, Mitte des 19. Jh.
- Nr. 52 Mietshaus mit Erkerturm, um 1900
- Nr. 57 Mietshaus, 1901
- Nr. 59 Mietshaus, 1895
- Nr. 60 Mietshaus, Eckbau mit Kuppel und Erkern, 1900
- Nr. 61 Mietshaus, 1856, 1894 aufgestockt

- siehe auch: Liste der Baudenkmäler in Haidhausen